# 許晉亨
許晉亨（Julian Hui , 1962年2月25日—），香港商人，香港船王许爱周之孙，現任妻子是香港藝人李嘉欣。

## 生平
許晉亨是已故船王許愛周的孫兒。其父許世勳生前為中建企業主席，已故兄長為許晉乾。許愛周於1940年代創立中建企業，主要業務包括地產發展及投資，許氏家族資產在2006年估計值200億港元。許愛周對家族資產採用基金管理形式，大部份資產由周興置業有限公司持有，由3名兒女共同持有，家族成員沒有直接分得遺產。許晉亨現每月在家族信託基金支取生活費，並住在家族持有的港島複式單位中，個人並無擁有任何物業。家族另在大浪灣道10號擁有豪宅物業，估值約7億港元。

## 感情生活
1986年許晉亨曾經在吳君如介紹下與劉嘉玲相戀三年，開始不獲家族看好，但為了和她同居還搬出許家大宅，而且舉行了訂婚儀式，在媒體追問下劉嘉玲說「這件事，我和他已經商量過，我們即將會舉行婚禮。」媒體問，這個「即將」究竟是什麼時候，是否已經定下具體日期，但是劉嘉玲卻只回答：「你們去想吧。」之後劉嘉玲學插花做烹飪，還表示會像山口百惠一樣做全職太太。但許家人被問及此事時候表示驚訝而且完全不知情，許晉亨表示「還沒有定下來，我確實和嘉玲談過，但是沒有具體時間。」後來事情鬧大，先是劉嘉玲說婚期取消，1988年4月許晉亨親口承認婚約取消，一切都結束了。
1991年1月8日許與賭王何鴻燊女兒何超瓊結婚，2000年8月30日，何超瓊宣佈離婚。但至2006年，何超瓊又自稱並未與許晉亨正式簽字離婚。賭王何鴻燊被問到他的女婿許晉亨與他的女兒何超瓊正辦離婚一事，他即說：「最好越快越好，這麼漂亮的女孩都不懂得欣賞。」記者再問他是否覺得女兒比李嘉欣還要漂亮？他當即說：「漂亮得多 」
2001年經好友吴婉芳和陳法蓉相識，熱戀，且被拍到十指緊扣，但陳法蓉后稱「我从一开始就未承认过同绯闻的人拍拖，讲了这么久都要告一段落啦，我不想回应！」
2006年6月，許晉亨與李嘉欣發展戀情，備受傳媒矚目。傳媒報導許晉亨和李嘉欣已經在2007年6月20日李嘉欣37歲生日當天秘密完婚，但可信度不高。2008年10月28日，許晉亨和李嘉欣在香港金鐘紅棉道婚姻註冊處正式遞交結婚申請，並於同年11月23日舉行閉門喜宴。2011年2月，李嘉欣為他誕下兒子。

## 馬主生涯
許晉亨是香港賽馬會會員，自1991/1992年度馬季開始馬主生涯，曾先後以個人名義與何超瓊、李嘉欣合夥擁有名下馬匹，包括湯王、醉仙、醉醒、醉神、醉激、醉味（紫、綠色格子綵衣）、快意、一寶、貳寶、駟寶、陸寶、七寶、驃寶、捌寶、奇寶、駿寶、尚寶、亮寶（黃底紅星綵衣）、玖寶、敬惑、耀寶、戰寶（紅白藍直間綵衣）。
除此之外，許晉亨有份的名下團體賽駒還包括凌駕、凌厲（誠意團體）、不可擋、利不可擋（駿馬團體，與利子厚等人合夥）、壹喜（醉開心團體）、鐵金剛（22/23蔡約翰練馬師賽馬團體，與廖長江、夏佳理等人合夥）。

## 資料來源
- 許晉亨何超瓊超豪華婚禮 (1991/01/09) （页面存档备份，存于）.南方网.2002-04-04
- 何超瓊逼賭王首肯離婚 (2000/08/31) （页面存档备份，存于）.南方网.2002-04-04
- 李嘉欣耍美人心计 借许晋亨翻搭刘銮雄.东方网.2006-07-10